# تپه کپ تین شوراوه
تپه کپ تین شوراوه مربوط به عصر مفرغ - سده‌های اولیه دوران‌های تاریخی پس از اسلام است و در شهرستان کوهدشت، بخش طرهان، دهستان طرهان، حدود ۲/۴ کیلومتری شمال غرب روستای حسین‌آباد واقع شده و این اثر در تاریخ ۲۸ اسفند ۱۳۸۵ با شمارهٔ ثبت ۱۸۴۱۶ به‌عنوان یکی از آثار ملی ایران به ثبت رسیده است.